# Runjika
Runjika (runjevica, lat. Hieracium) je veliki problematični biljni rod iz porodice glavočika raširen po gotovo cijeloj Euroaziji,Sjevernoj i Južnoj Americi i sjeverozapadu Afrike. Na popisu se nalazi preko 5500 vrsta, od čega oko 140 u Hrvatskoj. Neke vrste kao mala ili dlakava runjika (Hieracium pilosella) i Hieracium visianii (F. W. Schultz et Sch. Bip.) Schinz et Thell.   sinonim za Pilosella visianii, pripadaju rodu Pilosella

## Opis roda
Hieracium L. (runjika) vrlo je raznolik rod (500-10000 vrsta ovisno o taksonomskom konceptu) poznat po svojoj taksonomskoj složenosti, koja je povezana s varijacijama u razinama ploidije i sustavima uzgoja. Sastoji se od višegodišnjih biljaka rasprostranjenih uglavnom u umjerenim područjima Europe, Azije i Sjeverne Amerike, te u planinama Srednje i Južne Amerike; nekoliko vrsta uneseno je u Australiju i Novi Zeland. Glavna središta raznolikosti Hieraciuma nalaze se u europskim planinama, u najzapadnijoj Aziji i u američkim planinama.
Hieracium biljke mogu se razmnožavati spolno ili apomiktički, tj. stvaranjem sjemena bez gnojidbe. Prepoznata su tri podroda: američki podrod Chionoracium i dva euroazijska podroda Hieracium i Pilosella čija su središta raznolikosti u europskim planinama. Podrodovi se razlikuju po svom načinu razmnožavanja: koliko je poznato, vrste Chionoracium su sve spolno diploidne, vrste Hieracium (s.str.) su ili poliploidni obvezni apomikti diplosporoznog tipa ili diploidni spolovi, a podrod Pilosella karakterizira mješavina spolnih i fakultativno apomiktičkih svojti aposporoznog tipa.
U dvije važne monografije o Hieraciumu s kraja 19. i ranog 20. stoljeća, pravi se razlika između 'osnovnih' vrsta (Hauptarten / species principales) i 'srednjih' vrsta (Zwischenarten / species intermediae). Većina osnovnih vrsta sastoji se od diploidnih biljaka, dok su species intermediae općenito ograničeni na više razine ploidije. U ovoj definiciji srednje vrste pokazuju kombinaciju morfoloških svojstava najmanje dviju osnovnih vrsta. Obično se smatra da su hibridnog porijekla. Nasuprot ovom srednjoeuropskom gledištu, sjeveroistočnoeuropski autori prihvaćaju mikrovrstski koncept najmanjih prepoznatljivih jedinica, što je korisnije za razlikovanje uglavnom apomiktičkih sjeveroistočnoeuropskih svojti. Britanska škola koristi srednjoeuropski sustav za Pilosella, ali slijedi sjeveroistočnu tradiciju za Hieracium s.str.

## Vrste
Vidi Popis vrsta roda runjika

### Vrste u Hrvatskoj
1. Hieracium alpinum L., planinska runjika
2. Hieracium ammobium P. D. Sell et C. West
3. Hieracium amphithales K. Malý et Zahn
4. Hieracium amplexicaule L.,  žljezdastoljepljiva runjika
5. Hieracium argillaceum Jord.
6. Hieracium aridum Freyn
7. Hieracium arpadianum Zahn, srpasta runjika
8. Hieracium aurantiacum L.,  narančasta runjika
9. Hieracium aurantiacum L. ssp. aurantiacum
10. Hieracium aurantiacum L. ssp. carpathicola Nägeli et Peter
11. Hieracium auratum Fr.
12. Hieracium austriacum Brittinger
13. Hieracium barbatum Tausch
14. Hieracium bifidum Hornem., viličasta runjika
15. Hieracium brachycaule Vuk.
16. Hieracium brachyphyllum Vuk.
17. Hieracium brevilanosum Degen et Zahn, kratkovunenasta runjika
18. Hieracium bupleurifolium Tausch
19. Hieracium bupleuroides C. C. Gmel., zvinčasta runjika
20. Hieracium caesium (Fr.) Fr., plavkastozelena runjika
21. Hieracium caespitosum Dumort.,  busenasta runjika
22. Hieracium caespitosum Dumort. ssp. brevipilum (Nägeli et Peter) P. D. Sell
23. Hieracium calcareum Hornem., vapnjenjačka runjika
24. Hieracium calophyllum R. Uechtr.,  lijepolistna runjika
25. Hieracium crinitum Sibth. et Sm.
26. Hieracium cymosum L., paštitasta runjika, stabljikasta runjika.
27. Hieracium cymosum L. ssp. cymosum
28. Hieracium cymosum L. ssp. laxiflorum (Vuk.) Nägeli et Peter
29. Hieracium cymosum L. ssp. sabinum (Sebast. et Mauri) Nägeli et Peter
30. Hieracium cymosum L. ssp. samoboricum Nägeli et Peter
31. Hieracium cymosum L. ssp. xanthophyllum (Vuk.) Nägeli et Peter
32. Hieracium dentatum Hoppe, nazubljena runjika
33. Hieracium diaphanoides Lindeb.,  prozirnolika runjika
34. Hieracium divisum Jord., podijeljena runjika
35. Hieracium djimilense Boiss. et Balansa
36. Hieracium dollineri Neilr., Dollinerova runjika
37. Hieracium echioides Lumn., ježasta runjika CR
38. Hieracium echioides Lumn. ssp. echioides
39. Hieracium falcatiforme Degen et Zahn
40. Hieracium falcatum Arv.-Touv.,  srpasta runjika
41. Hieracium flagellare Willd., bišasta runjika
42. Hieracium flagellare Willd. ssp. flagellare
43. Hieracium flexuosum Waldst. et Kit. ex Willd.
44. Hieracium ganderi Hausm. ex Fr.
45. Hieracium glabratiforme Murr
46. Hieracium glabratum Willd., tvrdolisna runjika
47. Hieracium glaucinum Jord.,  bjelkasta runjika
48. Hieracium glaucum All., modrozelena runjika
49. Hieracium grandidens Dahlst.
50. Hieracium guentheri-beckii Zahn,  Günther-Beckova runjika
51. Hieracium guglerianum Zahn
52. Hieracium gymnocephalum Pant., gologlavičasta runjika
53. Hieracium heterogynum (Froel.) Gutermann, runjavica runjika
54. Hieracium hoppeanum Schult., Hopeova runjika
55. Hieracium hoppeanum Schult. ssp. leucocephalum (Vuk.) Nägeli et Peter
56. Hieracium hoppeanum Schult. ssp. pilisquamum Nägeli et Peter
57. Hieracium hoppeanum Schult. ssp. testimoniale Nägeli et Peter
58. Hieracium hoppeanum Schult. ssp. troicum Zahn
59. Hieracium humile Jacq., niska runjika
60. Hieracium italicum Fr.
61. Hieracium janchenii Zahn
62. Hieracium lachenalii Suter, obična runjika
63. Hieracium lactucella Wallr., uškasta runjika
64. Hieracium lactucella Wallr. ssp. lactucella
65. Hieracium lactucella Wallr. ssp. magnauricula (Nägeli et Peter) P. D. Sell
66. Hieracium laevigatum Willd.,  glatka runjika
67. Hieracium lanceolatum Vill.
68. Hieracium lasiophyllum Koch
69. Hieracium latifolium Froel. ex Link, širokolistna runjika
70. Hieracium leucopelmatum Nägeli et Peter
71. Hieracium macrodon Nägeli et Peter, velikozuba runjika
72. Hieracium malovanicum Degen et Zahn
73. Hieracium mirificissimum Rohlena et Zahn,  izvrsna runjika
74. Hieracium murorum L., šumska runjika
75. Hieracium neilreichii Beck
76. Hieracium obrovacense Degen et Zahn, obrovačka runjika
77. Hieracium oxyodon Fr., oštrozuba runjika
78. Hieracium pallescens Waldst. et Kit.
79. Hieracium pannosum Boiss., vunenasta runjika
80. Hieracium pavichii Heuff., Pavićeva runjika
81. Hieracium pelliculatum Zahn, privlačna runjika
82. Hieracium perfoliatum Froel.
83. Hieracium petraeum Hoppe ex Bluff et Fingerh.
84. Hieracium pichleri A. Kern., Pichlerova runjika
85. Hieracium piliferum Hoppe,  kratkodlakava runjika
86. Hieracium pilosella L., mala runjika
87. Hieracium pilosella L. ssp. melanops Peter
88. Hieracium pilosella L. ssp. micradenium Nägeli et Peter
89. Hieracium pilosella L. ssp. pilosella
90. Hieracium pilosella L. ssp. trichoscapum Nägeli et Peter
91. Hieracium pilosella L. ssp. zagrabiense Nägeli et Peter
92. Hieracium piloselloides Vill., malolika runjika
93. Hieracium piloselloides Vill. ssp. megalomastix (Nägeli et Peter) P. D. Sell
94. Hieracium piloselloides Vill. ssp. piloselloides
95. Hieracium pilosum Froel., svjetlodlakava runjika
96. Hieracium platyphyllum (Arv.-Touv.) Arv.-Touv.
97. Hieracium porrifolium L., sitnoglavičasta runjika
98. Hieracium pospichalii Zahn
99. Hieracium praealtum Vill. ex Gochnat, velika runjika
100. Hieracium praealtum Vill. ex Gochnat ssp. bauhinii (Besser) Petunn.
101. Hieracium praealtum Vill. ex Gochnat ssp. praealtum
102. Hieracium praealtum Vill. ex Gochnat ssp. thaumasium (Peter) P. D. Sell
103. Hieracium praecox Sch. Bip.
104. Hieracium praecurrens Vuk.
105. Hieracium pseudostupposum Zahn
106. Hieracium pseudotommasinii Rohlena et Zahn
107. Hieracium racemosum Willd., razgranjena runjika
108. Hieracium retyezatense Degen et Zahn
109. Hieracium rotundatum Kit. ex Schult., okruglasta runjika
110. Hieracium sabaudum L., savojska runjika
111. Hieracium scheppigianum Freyn, trebinjska runjika
112. Hieracium schmidtii Tausch, Schmidtova runjika
113. Hieracium scorzonerifolium Vill., planinska runjika (nije službeni naziv)
114. Hieracium semisilvaticum (Zahn) P. D. Sell et C. West
115. Hieracium sphaerocephalum Froel., kugloglava runjika
116. Hieracium sphaerophyllum Vuk.
117. Hieracium subbifidiforme (Zahn) P. D. Sell et C. West
118. Hieracium subexpallens (Zahn) P. D. Sell et C. West
119. Hieracium tommasinii Rchb. f., Tommasinijeva runjika
120. Hieracium trebevicianum K. Malý
121. Hieracium umbellatum L. štitasta runjika
122. Hieracium umbrosum Jord. sjenovita runjika
123. Hieracium vagum Jord.
124. Hieracium velebiticum Degen et Zahn, velebitska runjika
125. Hieracium villosum Jacq., vlasasta runjika
126. Hieracium virosum Pall., smrdljiva runjika
127. Hieracium visianii (F. W. Schultz et Sch. Bip.) Schinz et Thell.   sinonim za Pilosella visianii
128. Hieracium waldsteinii Tausch, Waldsteinova runjika, Valdštajnova runjika
129. Hieracium wiesbaurianum Uechtr. ex Baen.,  Wiesbaurova runjika
130. Hieracium ×aridum Freyn
131. Hieracium ×auriculoides Láng, panonska runjika
132. Hieracium ×banaticola Sudre, Hojfelova runjika
133. Hieracium ×bifurcum M. Bieb.
134. Hieracium ×brachiatum Bertol. ex Lam.
135. Hieracium ×densiflorum Tausch
136. Hieracium ×guthnickianum Hegetschw.
137. Hieracium ×ruprechtii Boiss.
138. Hieracium ×schultesii F. W. Schultz
139. Hieracium ×spurium Chaix ex Froel.
140. Hieracium ×stoloniflorum Waldst. et Kit.
141. Hieracium ×tephrocephalum Vuk.
142. Hieracium ×visianii (F. W. Schultz et Sch. Bip.) Schinz et Thell.
143. Hieracium ×zizianum Tausch